# Cryptopimpla rutilana
Cryptopimpla rutilana är en stekelart som beskrevs av Dali Chandra och Gupta 1977. Cryptopimpla rutilana ingår i släktet Cryptopimpla och familjen brokparasitsteklar. Inga underarter finns listade i Catalogue of Life.